# フードウェイ
株式会社フードウェイ（Food Way）は福岡県福岡市早良区に本社を置くスーパーマーケットである。
この項目では関連会社の株式会社ミートイン・ハイマートについても紹介する。

## 沿革

### 株式会社フードウェイ
- 2000年（平成12年）
  - 4月 - ハイマート創業
  - 6月 - 株式会社ハイマート設立、代表取締役社長　後藤圭介　就任、福岡市中央区　生鮮市場ハイマート福浜店出店、福岡県糸島市　生鮮市場ハイマート前原店出店
- 2005年（平成17年）7月 - 福岡県北九州市　生鮮市場ハイマート大畠店出店
- 2008年（平成20年）4月 - 長崎県松浦市　生鮮市場ハイマート松浦店出店
- 2009年（平成21年）
  - 6月 - 福岡県飯塚市　生鮮市場ハイマート飯塚店出店
  - 7月 - 福岡県中間市　たんと中間店出店
  - 11月 - 福岡県嘉麻市　たんと稲築店出店
- 2010年（平成22年）
  - 4月 - 福岡市西区　フードウェイ小戸店出店
  - 11月 - 佐賀県佐賀市　フードウェイ佐賀モラージュ店出店
- 2011年（平成23年）11月 - 佐賀県多久市　フードウェイ多久店出店（2021年（令和3年）6月15日閉店）
- 2012年（平成24年）
  - 4月 - 福岡市南区　バロー三宅店出店
  - 9月 - 株式会社ビーンズを合併
- 2013年（平成25年）
  - 8月 - ビーンズマート博多ゲイツ店をフードウェイ中洲食小町店として改装オープン
  - 11月 - 神奈川県横浜市 フードウェイ新横浜プリンスペペ店出店
- 2014年（平成26年）
  - 3月 - 株式会社フードウェイに社名変更
  - 4月 - 静岡県清水町　フードウェイサントムーン柿田川店出店、福岡県中間市　たんと中間店をフードウェイ中間店に改称しリニューアルオープン
  - 10月 - 佐賀県佐賀市　フードウェイ佐賀大和店（2024年（令和6年）3月31日閉店）、フードウェイ佐賀兵庫店出店（2019年（令和元年）10月31日閉店[2]）
- 2015年（平成27年）
  - 7月 - 福岡県前原市　ハイマート前原店をフードウェイ前原店に改称しリニューアルオープン
  - 10月 - 広島県広島市　フードウェイ福屋五日市店出店
  - 11月 - 神奈川県藤沢市　フードウェイ藤沢オーパ店出店
- 2016年（平成28年）
  - 3月 - 福岡市東区　フードウェイアイランドシティ店出店
  - 10月 - 大分県大分市　フードウェイアクロスプラザ大分駅南店出店
- 2017年（平成29年）12月 - 千葉県習志野市　フードウェイ津田沼店出店
- 2018年（平成30年）
  - 3月 - 福岡県糟屋郡　フードウェイトリアス店出店
  - 4月 - 福岡県飯塚市　フードウェイ新飯塚店出店
  - 11月 - 東京都北区　フードウェイ赤羽アピレ店出店
- 2019年（令和元年）
  - 5月 - 東京都八王子市　フードウェイ八王子東急スクエア店出店
  - 6月 - 千葉県千葉市　フードウェイ千葉ポートタウン店出店
  - 7月 - 福岡市早良区　フードウェイ西新店出店
  - 9月 - 熊本県熊本市　フードウェイサクラマチ店出店
- 2020年（令和2年）3月 - 福岡市東区　フードウェイアイランドアイ照葉店出店
- 2022年（令和4年）
  - 3月 - 福岡県宗像市　フードウェイ宗像店出店
  - 4月 - 山口県山陽小野田市　フードウェイサンパークおのだ店出店（中旬頃に予定）[3]）

### 株式会社ミートイン・ハイマート
- 1991年（平成3年）7月 - 福岡市博多区半道橋で創業
- 1993年（平成5年）5月 - 有限会社ミートイン・ハイマート設立、資本金300万円　従業員数15名、代表取締役　後藤圭介　就任
- 1996年（平成8年）
  - 7月 - 福岡市南区　新鮮館バロー店内出店
  - 9月 - 株式会社ミートイン・ハイマートに組織変更
- 1999年（平成11年）1月 - 福岡市城南区　レッドキャベツ友丘店内出店
- 2000年（平成12年）6月 - 福岡市中央区　生鮮市場ハイマート福浜店内、福岡県糸島市　生鮮市場ハイマート前原店内出店
- 2001年（平成13年）9月 - 福岡市南区　新鮮館バロー三宅店内出店
- 2002年（平成14年）6月 - 宮崎県宮崎市　マックスバリュ木花台店内、マックスバリュ田野店内出店
- 2005年（平成17年）
  - 4月 - 宮崎県宮崎市　マックスバリュ霧島店内出店
  - 7月 - 福岡県柳川市　スーパーまるまつ柳川店内、福岡県北九州市　生鮮市場ハイマート大畠店内出店
- 2007年（平成19年）4月 - 長崎県松浦市　生鮮市場ハイマート松浦店内出店
- 2009年（平成21年）
  - 6月 - 福岡県飯塚市　生鮮市場ハイマート飯塚店内出店
  - 9月 - 福岡市博多区　生鮮市場ビーンズマート博多ゲイツ店内出店
  - 11月 - 福岡県中間市　たんと中間店内、福岡県嘉麻市　たんと稲築店内出店
- 2010年（平成22年）
  - 4月 - 福岡市西区　フードウェイ小戸店内出店
  - 11月 - 佐賀県佐賀市　フードウェイ佐賀モラージュ店内出店
- 2011年（平成23年）11月 - 東京都北区　アピレ赤羽店内、佐賀県多久市　フードウェイ多久店内出店
- 2013年（平成25年）11月 - 神奈川県横浜市 フードウェイ新横浜プリンスペペ店内出店
- 2014年（平成26年）10月 - 佐賀県佐賀市　フードウェイ佐賀大和店（2024年（令和6年）3月31日閉店）、フードウェイ佐賀兵庫店出店（2019年（令和元年）10月31日閉店[2]）
- 2015年（平成27年）11月 - 神奈川県藤沢市　フードウェイ藤沢オーパ店内出店
- 2016年（平成28年）
  - 3月 - 福岡市東区　フードウェイアイランドシティ店内出店
  - 9月 - 神奈川県川崎市　川崎モアーズ内出店
  - 10月 - 大分県大分市　フードウェイアクロスプラザ大分駅南店内出店
- 2017年（平成29年）12月 - 千葉県習志野市　フードウェイ津田沼店内出店
- 2018年（平成30年）
  - 3月 - 福岡県糟屋郡　フードウェイトリアス店内出店
  - 4月 - 福岡県飯塚市　フードウェイ新飯塚店内出店
  - 9月 - 神奈川県横須賀市　モアーズシティ横須賀内出店
- 2019年（平成31年）
  - 2月 - 千葉県佐倉市　イオンユーカリが丘内出店
  - 4月 - 埼玉県川越市　生鮮漁港川越内出店
- 2019年（令和元年）
  - 5月 - 東京都八王子市　フードウェイ八王子東急スクエア店内出店
  - 6月 - 千葉県千葉市　フードウェイ千葉ポートタウン店内出店
  - 7月 - 福岡市早良区　フードウェイ西新店内出店
  - 9月 - 熊本県熊本市　フードウェイサクラマチ店内出店
- 2020年（令和2年）3月 - 福岡市東区　フードウェイアイランドアイ照葉店内出店

## 店舗
九州・中国・関東を中心に展開している。現行店舗については店舗情報を参照。

## 過去に存在した店舗

### フードウェイ
| 店名       | 所在地                        | 閉店日         | 備考                                                                                             |
| 佐賀県     | 佐賀県                        | 佐賀県         | 佐賀県                                                                                           |
| ---------- | ----------------------------- | -------------- | ------------------------------------------------------------------------------------------------ |
| 佐賀兵庫店 | 佐賀市兵庫南4丁目332          | 2019年10月31日 | 現在はセカンドストリート佐賀兵庫店                                                               |
| 佐賀大和店 | 佐賀市大和町大字尼寺597       | 2024年3月31日  | 現在はスーパーセンタートライアル佐賀大和店（2024年7月17日開店）                                  |
| 多久店     | 多久市北多久町大字小侍464番地 | 2021年6月15日  | 旧コーリー多久店 現在はHIヒロセスーパーコンボ多久店、生鮮&業務スーパー多久店（2021年8月5日開店） |

### ハイマート
| 店名       | 所在地                       | 閉店日        | 備考                                                |
| 福岡県     | 福岡県                       | 福岡県        | 福岡県                                              |
| ---------- | ---------------------------- | ------------- | --------------------------------------------------- |
| 小笹店     | 福岡市中央区平和5丁目4-1     |               | 現在はしまむら平和店                                |
| 室住店     | 福岡市早良区小田部4丁目11-27 | 2019年5月31日 |                                                     |
| 佐賀県     |                              |               |                                                     |
| 佐賀天祐店 | 佐賀市天祐1丁目5-10          | 2010年4月6日  | 旧寿屋天祐店、解体後、ドラッグストア コスモス天祐店 |
| 武雄店     | 武雄市武雄町大字武雄5771     |               | 現在はマンガ倉庫武雄店                              |
| 福富店     | 杵島郡白石町大字福富3527-1   |               | 現在はセブン-イレブン 福富インター店                |